# Aigrefeuille
För andra betydelser, se Aigrefeuille (olika betydelser).
Aigrefeuille är en kommun i departementet Haute-Garonne i regionen Occitanien i södra Frankrike. Kommunen ligger i kantonen Lanta som tillhör arrondissementet Toulouse. År 2022 hade Aigrefeuille 1 326 invånare.

## Befolkningsutveckling
Antalet invånare i kommunen Aigrefeuille
Referens:INSEE